# Deborah Lipstadt
Deborah Esther Lipstadt (ur. 18 marca 1947) – amerykańska pisarka, historyk i dyplomata pochodzenia żydowskiego. 
Profesor Uniwersytetu Emory w Atlancie. Autorka książki Denying the Holocaust. W 1998 r. negacjonista Holocaustu David Irving wytoczył jej przed brytyjskim sądem proces o oszczerstwo twierdząc, że jego wypowiedzi i publikacje zostały w książce Lipstadt fałszywie opisane jako zaprzeczanie Holocaustu. Proces zakończył się wygraną Lipstadt. Sędzia uzasadniając wyrok nazwał Irvinga antysemitą i promotorem neonazizmu podważając tym samym jego status jako poważnego badacza historii.
29 maja 2006 na łamach Publisher’s Weekly zdecydowanie poparła tezy książki Strach Po przeczytaniu „Strachu”, następnym razem gdy usłyszę, że ktoś powie iż Polacy byli gorsi od Niemców, będę prawdopodobnie oponować ..., ale mój sprzeciw będzie słabszy. Mogę nawet milczeć. W październiku 2007 napisała jednak w swoim blogu, że trochę przesadziła potępiając cały naród. W tym samym tekście polemizowała ze stereotypami o roli Polaków w Holokauście i poleciła książkę Rethinking Poles and Jews: Troubled Past, Brighter Future.
W 2021 roku prezydent Joe Biden mianował ją specjalnym wysłannikiem ds. monitorowania i zwalczania antysemityzmu.

## W kulturze popularnej
W 2016 roku miał premierę film pt.: Kłamstwo (ang. Denial), przedstawiający historię procesu wytoczonego przez Irvinga. W rolę Lipstadt wcieliła się Rachel Weisz. Scenariusz został oparty na jej książce pt.: History on Trial: My Day in Court with a Holocaust Denier, wydanej w 2005 roku. Polska premiera filmu miała miejsce 27 stycznia 2017.